# Антон Ламасарес
Антон Ламасарес (шп. Antón Lamazares; Шпанија, 1954) шпански је сликар генерације ’80-их којој припадају и Хосе Марија Сисилија, Микел Барсело, Виктор Мира и др. У својим делима израђеним на дрвету и картону, ствара сопствени језик тако што експериментише са лаковима за дрво и другим материјалима. Његов стил еволуира, крећући се од разиграности ка неформализму и апстракцији, са заокретом ка минимализму у последњој етапи, где започиње дијалог између душе и сећања, а такође и између сензуалности и духовности, ониризма и поезије... Познат је широј међународној јавности, његова дела су излагана у бројним градовима на различитим континентима и налазе се у фондовима великих уметничких центара, како у Националном музеју „Краљица Софија”, Галисијском центру савремене уметности и Музеју савремене уметности у Мадриду, тако и у многобројним приватним колекцијама и фондацијама.

## Биографија

### Прве године: сликарство и поезија
Галисија, 1954—1977
 Ламасарес се родио 2. јануара 1954. у Масеири, селу у Лалину, (Понтеведра, Галисија); сеоско окружење у његовом детињству оставља дубок траг на његову машту и на његов каснији стваралачки процес. Већи део свог школовања проводи у интернату фрањевачког манастира у Ербону, између 1963. и 1969. године; тих година се предаје страственом читању књижевних текстова, нарочито грчких и латинских класика. Крајем шездесетих почиње да пише поезију и постаје пријатељ са писцем Алваром Кункеиром, као и са сликарима Лашеиром и Мануелом Пескеиром, који ће постати његови први практични учитељи. Његов стваралачки порив почиње да нагиње ка сликарству, и он одабира самообразовање. У овом смислу од кључног значаја ће бити његова дуга путовања из 1972. године по различитим европским државама ради директног проучавања слика мајстора којима се дивио, као што су: Ван Гог, Пол Кле, Рембрант, Жоан Миро, а на које се надовезују Ентони Тапи, Мануел Миљарес, Антонио Ђакомети и Френсис Бејкон, као и уметност Океаније и средњовековна уметност.
Након повратка, живи у Барселони где ради као радник на грађевини и проучава дела у уметничким центрима, нарочито колекције римске уметности у музеју Марес и у Националном музеју уметности Каталоније. Потом путује у Мадрид, где се поново сусреће са својим учитељем Лашеиром и где упознаје песника Карлоса Оросу, чије ће пријатељство бити од суштинске важности за сликара: веза између сликарства и поезије постаће константа у свим његовим делима.
Године 1973, са само 19 година, већ почиње да излаже своја дела на самосталним и колективним изложбама. Године 1975. пријављује се у поморску пешадију у Феролу. Двадесет седмог септембра те године погађа га вест о последњим стрељањима Франковог режима, након судског процеса у Бургосу; један од погубљених осуђеника је и његов пријатељ, Умберто Баена, двадесетпетогодишњи младић из Понтеведреа. Ламасарес упада у дубоку депресију и бива смештен у психијатријску установу; током овог периода написаће своју збирку песама Адибал.

### Од експресионизма иуметности поверадобифронталног сликарства
Мадрид—Њујорк, 1978—1989
Године 1978. сели се у Мадрид, где успоставља блиско пријатељство са сликаром Алфонсом Фраилом, као и са власницом галерије Хуаном Мордо, уметничким критичарем и песником Сантијагом Амоном и неурологом Албертом Портером, особом која је око себе окупљала широк круг уметника-писаца, синеаста, музичара и сликара-састајали би се викендом на његовом имању у Матаборикосу, где ће Ламасарес реализовати изложбу на отвореном 1979. године. Те исте године сусрео се се са Жоаном Мироом и путовао је кроз Провансу да се упозна са пејзажима који су надахнули Ван Гога, Сезана, Пикаса и Матиса.
Осамдесете су за Ламасареса године интензивног рада и великог стварања: није напунио ни тридесет година, а његово дело је већ освојило сопствени простор, како на шпанској сцени, тако и у иностранству. На својим сликама приказује фигуре разиграног и ониричког духа, следећи линију експресионизма, са интензивним хроматизмом и моћном оригиналношћу. Излаже своја дела у галеријама Хуане Мордо у Мадриду и Елизабете Френцк у Белгији и у сали Гаспар у Барселони. Убрзо се сели у Њујорк, где живи две године са Фулбрајтовом стипендијом, и његов начин сликања се развија према пречишћеном и истовремено материјалнијем концепту; дела излаже у њујоршкој галерији Бруно Фацети. Живи на релацији Њујорк-Саламанка и 1988. путује по Малој Азији-да посети храм Дидиме, у част Холдерлиновом Хипериону-и у Истанбул, где га нарочито импресионирају византијске цркве. Његова маштовитост се назире у делима израђеним јукстапозицијом дрвета, која излаже у галерији Мигел Маркос. Године 1990. припрема нову серију дела, замишљених тако да се могу видети са обе стране, која назива бифронталним.

### Вајарске слике и слике великог формата
Париз—Мадрид, 1990—2003
Настањује се у Паризу током 1990. и 1991. године, са стипендијом Cité des Arts, и 1991. отвара велики студио у Мадриду, где ради серије слика Лутајуће грације и Немир вагабунда. Позван од стране Галисијског центра савремене уметности, од маја до новембра 1996. године живи у Галисији и слика серију: Шарм насеља: Росалијина поља, Бамина поља. Од јуна до новембра 1997, у Санта Баиа де Маталобос слика на отвореном Bés de Santa Baia. Исте те године упознаје се са вајаром Хорхеом Отеисом, а њихов дуг разговор документовао је Ћус Гутијерес. Године 1998. у Мадриду слика серију Titania e Brao, у част лету Кастиље, а након тога се посвећује делу: Pol en Adelán.
Такође ствара бројна графичка дела, као што су гравуре које илуструју пет текстова Густава Мартина Гарса у уметниковој књизи Песма главе (Галерија Сен, Мадрид) и литографије које прате Егеријин Итинераријум (Раиња Лупа, Париз), дело које је Le Monde Diplomatique номиновао за књигу године. Године 2001. имао је велику изложбу у луци у А Коруњи, под називом Врећа тврдог хлеба.
Министарство спољних послова, у програму Шпанска уметност за иностранство одабрало је за интернационалну промоцију и његова дела, заједно са делима других шпанских уметника, као што су Антонио Саура, Мартин Ћирино, Жоан Ернандес Пихуан, Миљарес, Пабло Серано, Отеиса и Тапи. Отприлике у ово време Ламасарес путује у Фиренцу и Асис, да испита дела ренесансне уметности, као и да се упозна са опусом Светог Фрање, коме ће посветити нову серију својих дела, Follente Bemil.

### Од апстракције ка поетском минимализму
Берлин, 2004—данас
Сели се у Берлин, где и данас живи. Након смрти свога оца, започиње серију дела E fai frío no lume (Хладно је у ватри). Реализује велике изложбе у Словенији и у музеју (цркви) Кишели у Будимпешти (Мађарска).
 Након тога се посвећује серији Domus Omnia и са својим гравурама учествује у још две Оросине књиге са поемама: Deseo sin trámite (Агуатинта, Виго) са једном сериграфијом, и у Un sentimiento ingrávido recorre el ambiente (Раиња Лупа, Париз), којој даје свој допринос са пет литографија.
Године 2008. излаже Слободни хоризонт у Националној галерији у Јордану (Аман) и антологију свог графичког рада у Институту Сервантес у Дамаску (Сирија), где му песник Тахер Риад посвећује своју збирку песама Cantos de Lamazares. Године 2009. изложио је свој рад у шпанском институту „Краљица Софија” у Њујорку, као и у Оренсеу (Шпанија), у Делегацијском културном центру. Такође учествује у путујућој изложби посвећеној песнику Висентеу Алеишандреу, и добитник је награде Лашеиро за животно дело и међународни реноме. Године 2010. излаже своје радове у Универзитетској цркви у Сантијагу де Компостели, а у Туију се, на међународном фестивалу филма Play-Doc, приказује дугометражни филм Слободни хоризонт. Филм, који су режирали брат и сестра, Хавијер и Најра Санс, (Rinoceronte Films), представља пут кроз универзум сликарства, поезије и природе из перспективе Антона Ламасареса.